# Platycheirus abruzzensis
Platycheirus abruzzensis is een vliegensoort uit de familie van de zweefvliegen (Syrphidae). De wetenschappelijke naam van de soort is voor het eerst geldig gepubliceerd in 1969 door Volkert van der Goot.